# مافز
مافز (به انگلیسی: The Muffs) یک گروه راک از کالیفرنیای جنوبی است که در سال ۱۹۹۱ توسط خواننده اصلی گروه، کیم شاتاک تشکیل شد. ترکیب اولیه اعضای این گروه شامل شاتاک در نقش خواننده و ترانه‌نویس اصلی گروه، Melanie Vammen در نقش نوازنده گیتار، Ronnie Barnett در نقش نوازنده گیتار بیس و Criss Crass در نقش نوازنده درامز.